# Kxoe (volk)
Kxoe is de naam van een San bevolkingsgroep in Namibië en Botswana. De Kxoe wonen van oudsher in het gebied tussen de Okavango en de Kwando rivieren. De Kxoe worden ook Water Bushmen of Barakwena genoemd.
Hoewel de Namibische overheid heeft erkend dat de westelijke Caprivistrip het oorspronkelijke woongebied van de Kxoe is, worden hun traditionele leiders niet erkend. Naburige volken, de Mbukushu in het westen en de Mafwe in het oosten, waarvan de traditionele leiding wel wordt erkend, hebben claims gelegd op het gebied van Kxoe. Het bestaan van de Kxoe wordt door de leiders van beide andere volken ontkend.
Het gebied van de Kxoe in de Caprivistrip is een nationaal natuurpark geworden, het Bwabwata Gama Park. Hierdoor zijn de mogelijkheden voor wonen en werken voor de Kxoe verder beperkt. 
De aanwezigheid van een grote basis van het Namibische leger in de Caprivistrip heeft geleid tot prostitutie en alcoholisme onder de Kxoe. Aan het einde van de 20e eeuw zijn veel Kxoe vanuit de Caprivistrip naar Botswana gevlucht vanwege het geweld rond de afscheidingsbeweging Caprivi Liberation Army.